# Pelc-Tyrolka
Pelc-Tyrolka je zaniklá usedlost v Praze 8 – Libni v místní části Holešovičky. Původně se jednalo o dvě samostatné usedlosti – Pelc (blíž k ulici V Holešovičkách) a Tyrolka (přibližně 100 metrů východně). Jižně od Pelc-Tyrolky na břehu Vltavy stávala usedlost (později hostinec) Hofmanka.

## Historie
V Malých Holešovicích na pravém břehu Vltavy stála již v 17. století panská hospoda pojmenovaná po svém majiteli, kterým byl staroměstský měšťan Jiří Antonín Pelcl. Hospoda byla postavena na západním břehu potoka, který protékal údolím Holešoviček a odděloval ji od protější usedlosti. Roku 1662 koupil hospodu a sousední usedlost s vinicí ingrosátor zemských desek Jan Arnošt Tyralla z Treuburgu.
V první polovině 19. století byla Pelc-Tyrolka v držení rodiny Kellerů. Jednopatrová budova na obdélném půdorysu zakrytá střechou s věžičkou stála uprostřed zahrad. V nich se roku 1886 a 1887 pořádala první a druhá národní slavnost v Libni. Na přelomu 19. a 20. století vlastnila pozemky a budovy rodina Portheimů a jejich dědiců. V té době zde bývala C.k. výsadní továrna na barvy anilinové a lučebniny Kinzelberger a spol.
V letech 1926–1928 při stavbě Trojského mostu (později mostu Barikádníků) byla část pozemků usedlosti zabrána. Při přípravě přestavby mostu a výstavby mimoúrovňové křižovatky na jeho severní straně byly roku 1968 všechny stavby patřící k usedlosti zbourány. Na jejich místě vznikl později komplex budov Matematicko-fyzikální fakulty Univerzity Karlovy (MFF UK). Po usedlosti byla pojmenována oblast na západní straně ulice V Holešovičkách a již zaniklá tramvajová smyčka.

### Pověst
Na vinici Tyrolka údajně bývala zázračná studánka. Těžce nemocné kněžně tyrolské se po napití její vody udělalo lépe, zůstala na Pelc-Tyrolce několik dní, užívala vodu ze studánky a zotavila se. Z vděčnosti prý nechala nad studánkou postavit kapličku Nejsvětější Trojice.